# Terra Roxa e Outras Terras
Terra Roxa e Outras Terras foi um jornal literário modernista de existência efêmera (1926), dirigido por A. C. Couto de Barros e António de Alcântara Machado, “inquebrantável no seu programa de modernismo, independência e iconoclastia”.
Segundo Diogo Barbosa Maciel, "O tom jocoso dos editoriais da [...] sugere menos o espírito de confronto que caracterizou o primeiro momento do modernismo do que a intenção de fazer dialogar diversas tendências no interior da revista, o que, na concepção dos editores, contribuiria para a consolidação geral do movimento."
O primeiro número foi publicado em 20 de janeiro de 1926. O jornal encerrou-se no sétimo número, publicado em 17 de setembro daquele mesmo ano. Entre seus colaboradores estavam Oswald de Andrade, Manuel Bandeira, Luís da Câmara Cascudo, Blaise Cendrars, Prudente de Morais Neto e Sérgio Buarque de Holanda.